# کراوات

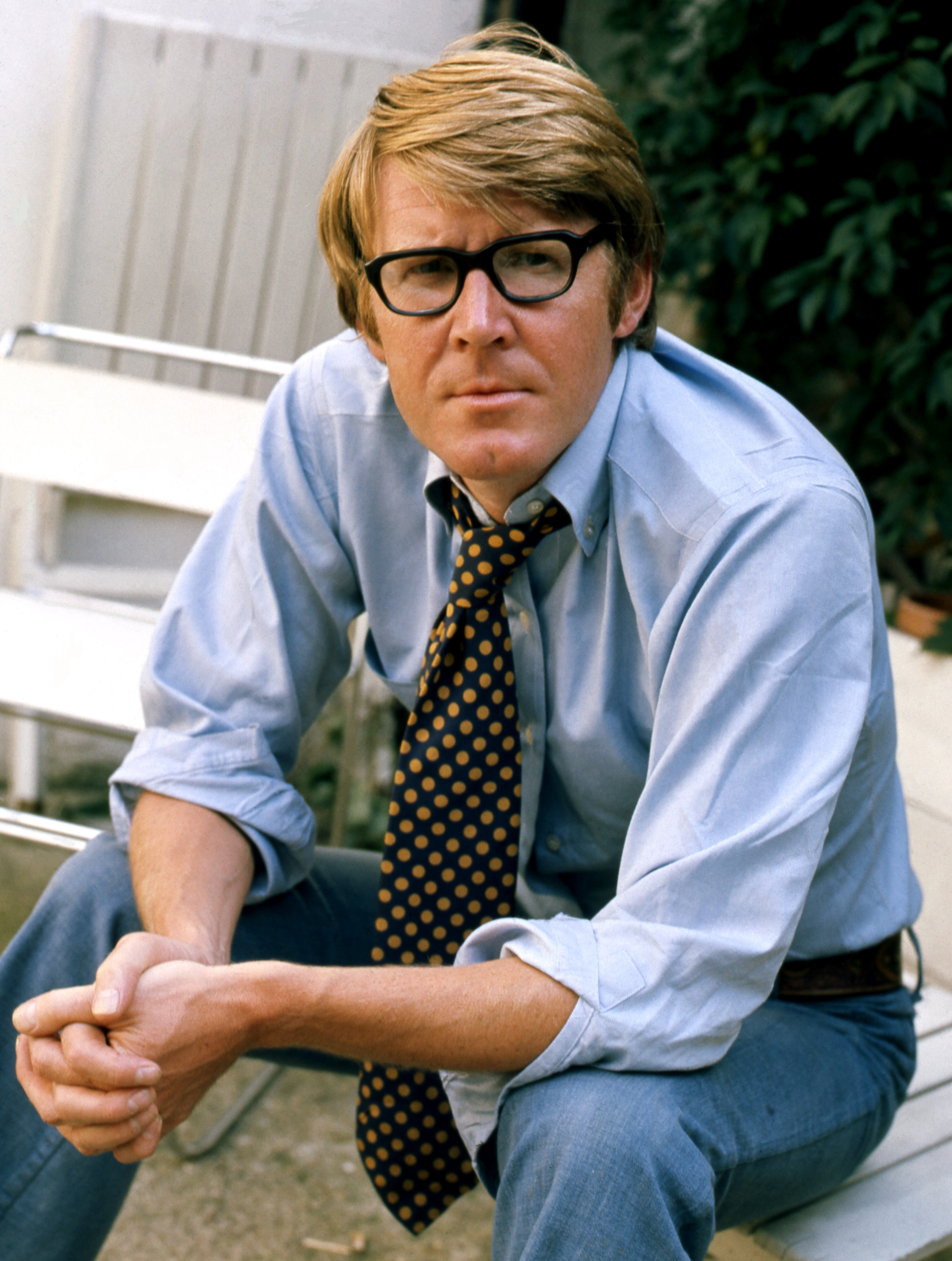
نگاره‌ای از الن بنت با یک کراوات پهن در ۱۹۷۳

کراوات (به فرانسوی: Cravate) یا دستمال گردن بلند پارچه‌ای است با درازا و پهناهای مختلف که در جلوی پیراهن بسته می‌شود و روی سینه قرار می‌گیرد و یکی از الحاق‌های پوشش مردانه است. البته پسربچه‌ها هم به‌طور غیررسمی از آن استفاده می‌کنند. اشکال گوناگونی از کراوات زنانه هم طراحی و استفاده می‌شود.
در بسیاری از کشورها در مراتب نظامی، مدرسه و نیز شغل‌های گوناگون حتی پیشخدمتی از کراوات به عنوان بخشی از لباس رسمی استفاده می‌کنند.
سربازهای رومی و ایرانی در نبردها از گردن‌پوش هم به عنوان بخشی از یونیفرم و هم به عنوان نشان وابستگی به گروهی خاص استفاده می‌کردند.
پس از انقلاب ۱۳۵۷ ایران، استفاده و فروش کروات در ایران با محدودیت و ممنوعیت مواجه شد.

## اندازه کراوات

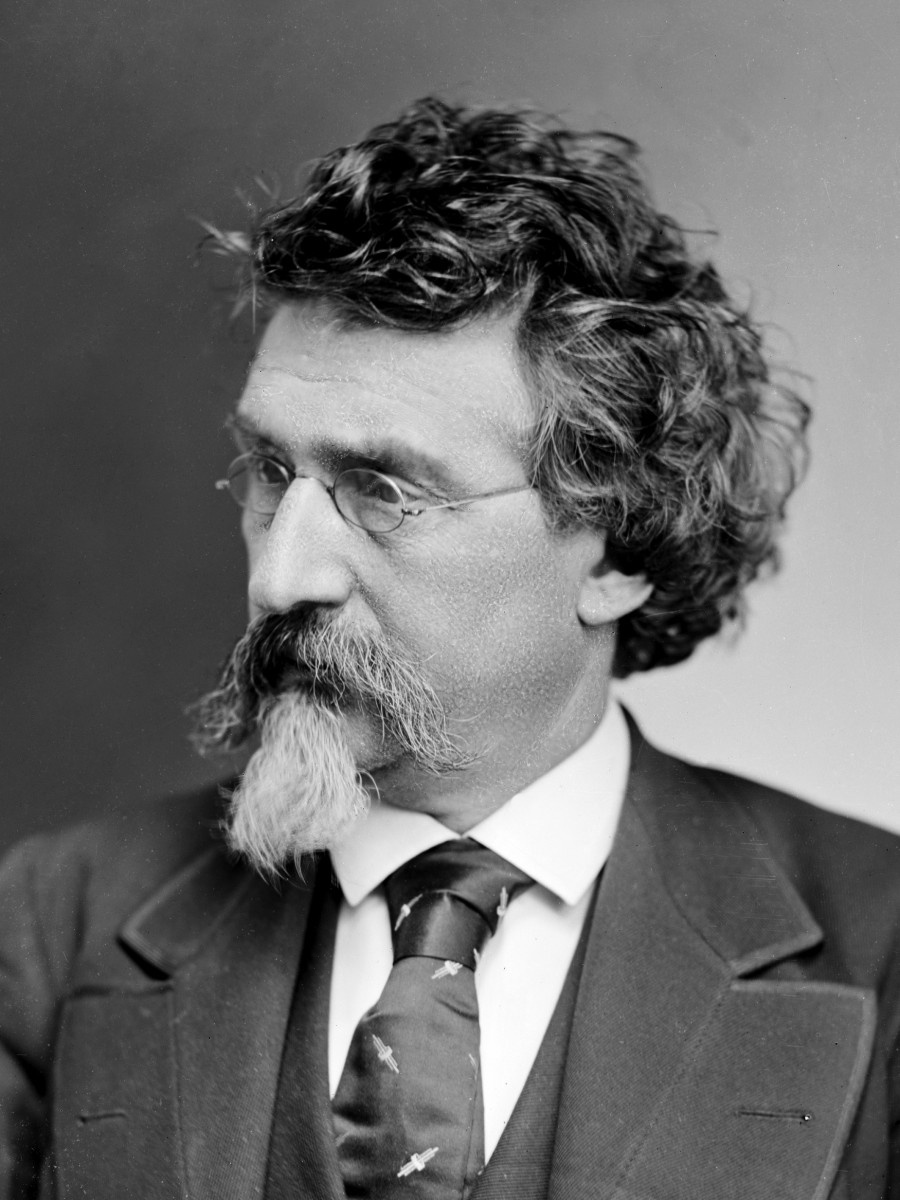
نگاره‌ای از متیو بردی با یک کراوات پهن در ۱۸۷۵

انواع کراوات از نظر عرضی به ۳ گروه استاندارد (Standard)، باریک (Narrow) و اسکینی (Skinny) تقسیم می‌شود.

## ریشهٔ نام
واژهٔ کِراوات از واژهٔ کورووات به معنای اهل کرواسی برگرفته شده‌است. این پارچهٔ گردنبند از اروپای شرقی در محدودهٔ کرواسی توسط تاجران کُرُوات و بوسنی (اسلاوهای جنوبی) به فرانسه برده‌شد و مردم فرانسه آن را با نام کِراوات شناختند و مورد استفاده قرار دادند. این محصول که فرهنگی در بین شبه‌نظامیان جنگ نامنظم کرواسی بود، توسط تاجران برای کسب سود به‌عنوان محصول کرواسی به فرانسه صادر شد. این صادرات برای اولین بار در زمان لوئی چهاردهم در دهه ۱۶۶۰ (میلادی) انجام شد.

## ریشه ایرانی کراوات

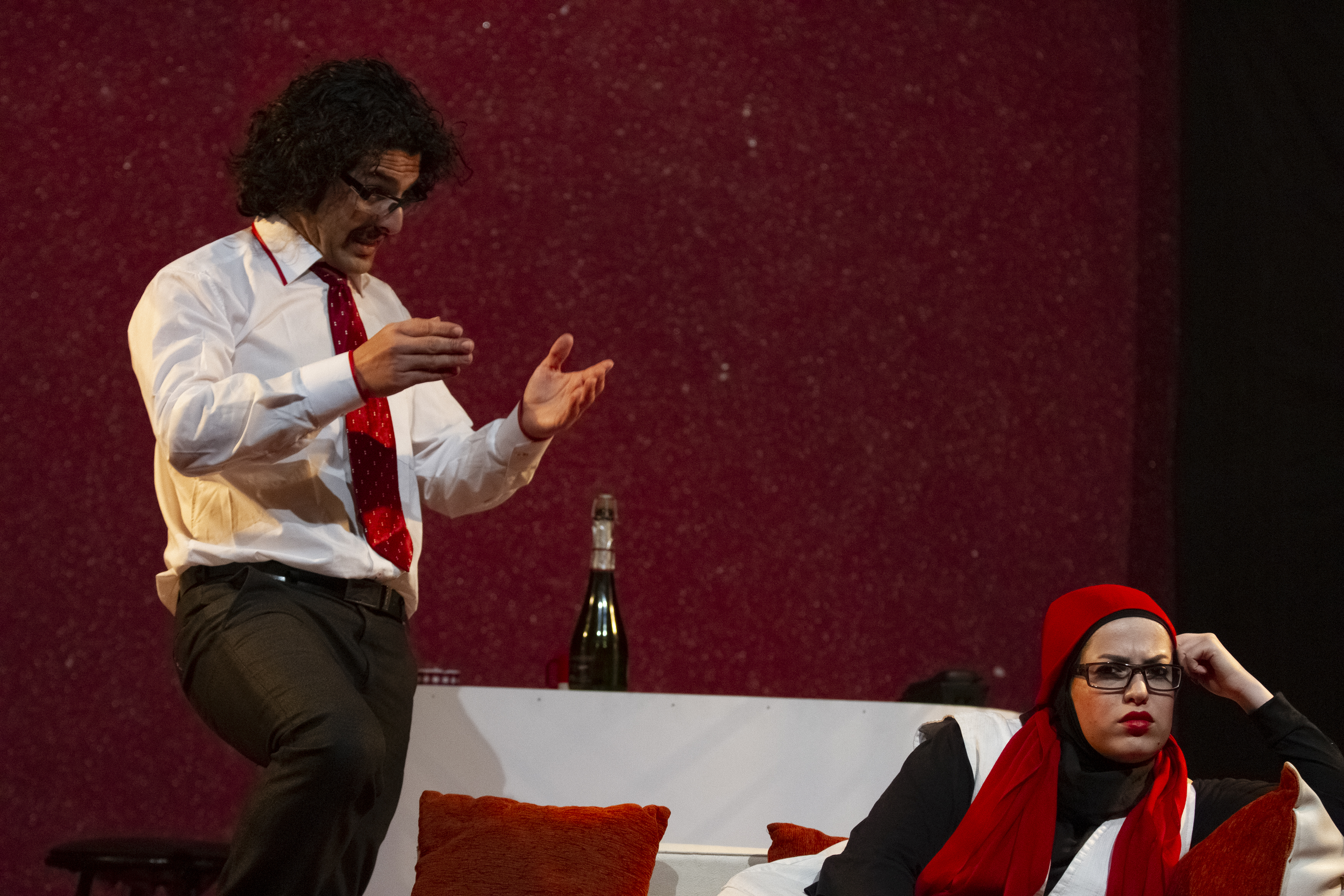
یک بازیگر تئاتر نقش مرد در سال ۱۳۹۳ در ایران که از کراوات استفاده کرده‌است

در مورد ریشه ایرانی بودن کراوات گفته شده که در اوستا ۱۲ چیز را نیاز مرد جنگی دانسته‌اند که هشتمین آن کوئرس از ریشه کوئرت بود که در زبان پارسی میانه به آن گریوپان می‌گفتند و به روی زره بسته می‌شد.
هم چنین در نقش رجب استان فارس نرسیده به نقش رستم، که بنا بر نظر هرتسفلد مربوط به بابک، پدر اردشیر بابکان می‌شود کوئرت را می‌توان آشکارا بر دور گردن بابک دید که به روی زره بسته‌است.
این پارچه پهن را بزرگان و سرداران سپاه به صورت پهن و پیش‌سینه‌ای استفاده می‌کردند و نمونه پهن آن در نقوش طاق‌بستان دیده می‌شود.
پژوهش‌گر بریتانیایی، نوئل مالکوم، نیز در کتاب خود به نام تاریخچه مختصر بوسنی بر این باور است که کراوات نخستین‌بار از ایران در زمان ساسانیان به اروپا رفت. این ایرانیان پیروان مانی بودند و برای اینکه از دیگران، جدا نشان داده شوند از پارچه‌ای در جلوی پیراهن خود استفاده می‌کردند؛ ولی در تاریخ معاصر توسط کروات‌ها به فرانسه برده شد و به دلیل تفاوت‌های زبانی، نام آن به کراوات تبدیل شد و به وسیله همسایه فرانسه یعنی انگلستان بیشتر مورد توجه قرارگرفت و به جهانیان معرفی شد.

## نگارخانه

نماد ممنوعیت پوشیدن کراوات در مشاغلی که پوشیدن کراوات به‌صورت نمایان و آویزان، خطرناک و دردسرآفرین است